# Harton (Yorkshire du Nord)
Pour les articles homonymes, voir Harton.
Harton est un village du Yorkshire du Nord, en Angleterre. La population comptait 80 habitants en 2015